# 가미쓰가군

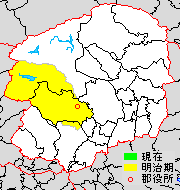
도치기현 가미쓰가군의 범위

가미쓰가군(일본어: 上都賀郡, かみつがぐん)은 일본 도치기현에 있던 군이다. 2011년 10월 1일, 니시카타정이 도치기시에 합병되면서 소멸했다.

## 역사
- 1878년 7월 22일 - 군구정촌 편제법 제정과 함께 도치기현 쓰가군을 가미쓰가군과 시모쓰가군으로 분할해 성립하였다.
- 1889년 4월 1일 - 정촌제 시행과 함께 가미쓰가군에 기누마정, 이마이치정, 닛코정, 아시오정의 4정과 16촌이 성립하였다.
- 1906년 11월 1일 - 아와노촌이 정으로 승격해 아와노정이 되었다.
- 1948년 10월 10일 - 가누마정이 시로 승격해 가누마시가 되어 군에서 이탈하였다.
- 1954년 2월 11일 - 닛코정이 오코로가와촌을 편입, 시로 승격해 닛코시가 되어 군에서 이탈하였다.
- 1954년 3월 31일 - 이마이치정이 오치아이촌, 가와치군 도요가촌을 편입, 시로 승격해 이마이치시가 되어 군에서 이탈하였다.
- 1994년 10월 1일 - 니시카타촌이 정으로 승격해 니시카타정이 되었다.
- 2006년 1월 1일 - 아와노정이 가누마시에 편입되었다.
- 2006년 3월 20일 - 아시오정이 이마이치시, 닛코시, 시오야군 후지와라정, 구리야마촌과 합병해 닛코시가 성립, 군에서 이탈하였다.
- 2011년 10월 1일 - 니시카타정이 도치기시에 합병, 가미쓰가 군이 소멸했다.